# سامر ری
سامر ری (انگلیسی: Summer Rae؛ زادهٔ ۲۸ نوامبر ۱۹۸۳) کشتی‌گیر کشتی حرفه‌ای، بازیگر، و مدل (شخص) اهل ایالات متحده آمریکا است.
از فیلم‌ها یا برنامه‌های تلویزیونی که وی در آن نقش داشته است می‌توان به تفنگدار دریایی ۴: هدف متحرک اشاره کرد.